# Nobuhiro Yamashita

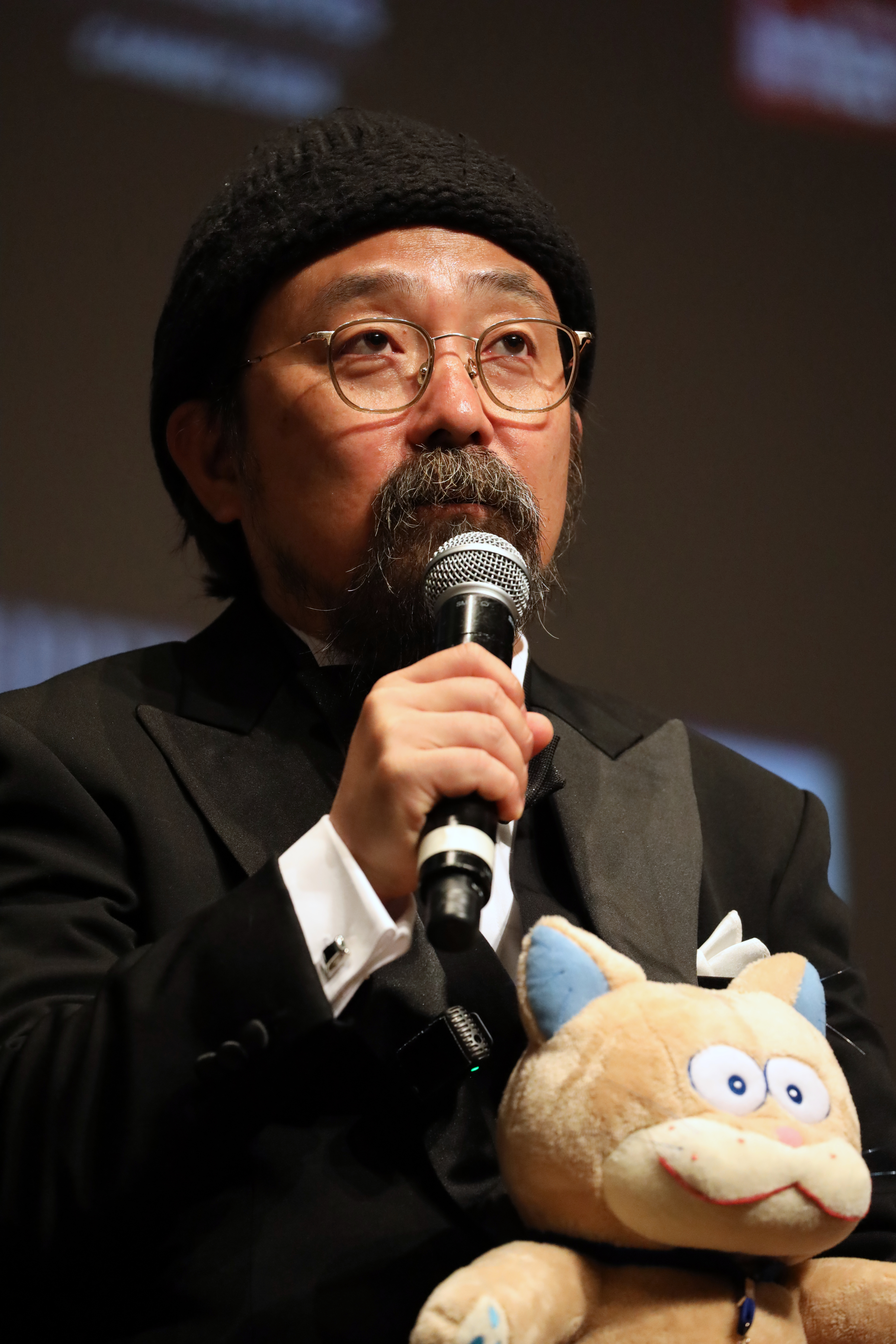
Nobuhiro Yamashita, 2024

Nobuhiro Yamashita (jap. 山下 敦弘, Yamashita Nobuhiro; * 29. August 1976 in der Präfektur Aichi) ist ein japanischer Filmregisseur.

## Karriere
Yamashita besuchte die Osaka University of Arts, an der er am Film Kichiku Dai Enkai (1997) von Kazuyoshi Kumakiri mitarbeitete. Sein Abschlussfilm Donten seikatsu nahm im Jahr 2000 am Off Theatre Competition Grand Prize des Yubari International Fantastic Film Festival teil.
Er gewann 2007 den Preis für die beste Regie beim 32. Hochi Film Award für seine Filme Tennen Kokekkō und Matsugane ransha jiken. Er arbeitet oft mit dem Drehbuchautor Kōsuke Mukai zusammen, mit dem er bei den Independentfilm-Chlotrudis Awards 2008 für das beste Drehbuch für Linda Linda Linda nominiert war. Der Titel dieses Films geht auf ein Lied der japanischen Punkband The Blue Hearts aus dem Jahre 1987 zurück und handelt von einer japanischen Oberschul-Mädchenband, mit einer koreanischen Austauschschülerin als Sängerin, die dieses und weitere Stücke der Band einstudiert.

## Filmografie
- 1999: Donten seikatsu (どんてん生活)
- 2003: Baka no hakobune (ばかのハコ船)
- 2003: Riarizumu no yado (リアリズムの宿)
- 2004: Cream Lemon (くりいむレモン, Kuriimu remon)
- 2005: Linda Linda Linda (リンダ リンダ リンダ, Rinda Rinda Rinda)
- 2006: Yume Jū-ya (ユメ十夜)
- 2006: Matsugane ransha jiken (松ヶ根乱射事件)
- 2007: Tennen Kokekkō (天然コケッコー)
- 2012: Kueki Ressha (苦役列車)
- 2013: Moratoriamu Tamako (もらとりあむタマ子)
- 2015: Misono universe (味園ユニバース)
- 2016: Over Fence (オーバー・フェンス)
- 2016: Boku no ojisan (ぼくのおじさん)